# Costocondritis
La costocondritis és la inflamació de la unió d'una o més costelles superiors amb l'estern. 
El símptoma principal és el dolor localitzat en la unió esterno-costal afectada, que s'accentua al pressionar-la. La causa generalment és desconeguda.
Una variant de la costocondritis és la síndrome de Tietze, de major intensitat i durada i que s'acompanya d'augment de la calor local i eritema en les unions afectades. És d'ocurrència rara, començament abrupte, amb dolor intens que s'irradia als braços i que pot durar algunes setmanes.

## Epidemiologia
Sol afectar persones joves d'ambdós sexes (principalment entre els 20 i els 40 anys). Encara que també pot afectar adolescents en etapa de creixement.

## Etiologia
En general, la causa és desconeguda. S'ha proposat com a causa principal els traumatismes menors repetitius. En alguns casos s'associa a el dèficit de vitamina D.

## Patogènia
La costocondritis és un procés inflamatori que afecta qualsevol de les unions costocondrals, produint dolor. En el 90% dels casos més d'una unió està afectada, sent les més comunament afectades des de la segona a la cinquena. 

## Quadre clínic
Els símptomes de la costocondritis poden ser similars al dolor de pit associats a un atac de cor. El dolor al pit es considera sempre una emergència mèdica com una malaltia que pot posar en perill la vida (com una síndrome coronària aguda), fins que pugui ser diagnosticada. Els casos greus d'inflamació de cartílags costals que també comporten inflor dolorosa són de vegades denominats síndrome de Tietze, un terme que de vegades s'utilitza de forma intercanviable amb la costocondritis. Tot i així, alguns metges consideren la costocondritis i la síndrome de Tietze com a malalties separades, a causa de l'absència de cartílags costals que s'inflin en la costocondritis.
El començament del dolor sol ser exacerbat, sol estar precedit d'activitat física que involucra moviments de tronc no habituals, repetitius o amb cops menors.S'alleuja amb el repòs, la respiració tranquil·la o certes posicions estàtiques del tronc.
Sol ser un dolor localitzat però pot estendre i irradiar.
La seva intensitat sol ser fluctuant i pot arribar a ser sever.